# Géza Kádas
Geza Kadas (Hungría, 1926-1979) fue un nadador húngaro especializado en pruebas de estilo libre, donde consiguió ser medallista de bronce olímpico en 1948 en los 100 metros.

## Carrera deportiva
En los Juegos Olímpicos de Londres 1948 ganó la medalla de bronce en los 100 metros estilo libre, con un tiempo de 58.1 segundos, tras los nadadores estadounidenses Walter Ris y Alan Ford; y también ganó la medalla de plata en los relevos de 4x200 metros libre, tras Estados Unidos y por delante de Francia (bronce).